# Palindroomgetal
Een palindroomgetal, ook bekend als numeriek palindroom, is een natuurlijk getal dat hetzelfde blijft wanneer zijn cijfers in omgekeerde volgorde worden geschreven. Met andere woorden: het is "symmetrisch", zoals (bijvoorbeeld) 16461. De term is afgeleid van palindroom, zijnde een woord (zoals rotor, lepel of parterretrap) dat ongewijzigd blijft wanneer zijn letters in omgekeerde volgorde worden geschreven. De eerste 30 palindroomgetallen (in het decimaal talstelsel) zijn:
0, 1, 2, 3, 4, 5, 6, 7, 8, 9, 11, 22, 33, 44, 55, 66, 77, 88, 99, 101, 111, 121, 131, 141, 151, 161, 171, 181, 191, 202, … 
Palindroomgetallen vangen de meeste aandacht op het gebied van de recreatieve wiskunde (wiskunde ter vermaak). Een typerende opgave vraagt naar getallen die een zekere eigenschap bezitten en palindroom zijn. Bijvoorbeeld:
- De palindroompriemgetallen zijn 2, 3, 5, 7, 11, 101, 131, 151, … [2]
- De palindroom-kwadraten zijn 0, 1, 4, 9, 121, 484, 676, 10201, 12321, … [3]

## Formele definitie
Hoewel palindroomgetallen meestal worden beschouwd in het decimaal talstelsel, kan het concept van palindroomheid op de natuurlijke getallen in ieder willekeurig talstelsel worden toegepast. Beschouw een getal {\displaystyle n>0} in grondtal {\displaystyle b>2}, waar het in standaardnotatie wordt geschreven met {\displaystyle k+1} cijfers {\displaystyle a_{i}} als:
{\displaystyle n=\sum _{i=0}^{k}a_{i}b^{i}}
met, zoals gebruikelijk, 
{\displaystyle 0\leq a_{i}<b} voor alle {\displaystyle i} en {\displaystyle a_{k}\neq 0}. Dan heet {\displaystyle n} dan en slechts dan een palindroomgetal als  {\displaystyle a_{i}=a_{k-i}} voor alle {\displaystyle i}. Het getal nul wordt geschreven als 0 in ieder talstelsel, en is per definitie een palindroomgetal.

## Decimale (tientallige) palindroomgetallen
- Decimale palindroomgetallen met een even aantal cijfers zijn altijd deelbaar door 11.
- Alle getallen (ook die in andere dan het decimaal talstelsel) die uit één cijfer bestaan, zijn een palindroom. In het decimaal stelsel zijn dat er tien:

0, 1, 2, 3, 4, 5, 6, 7, 8, 9
- Het aantal palindroomgetallen met twee cijfers is 9:

11, 22, 33, 44, 55, 66, 77, 88, 99
- Er zijn 90 palindroomgetallen met drie cijfers: 9 keuzemogelijkheden voor het eerste cijfer – dat tevens het laatste cijfer bepaalt – maal 10 keuzemogelijkheden voor het tweede cijfer:

101, 111, 121, 131, 141, 151, 161, 171, 181, 191, …, 909, 919, 929, 939, 949, 959, 969, 979, 989, 999
- Evenzo zijn er 90 palindroomgetallen met vier cijfers, omdat de keuze van het tweede cijfer tevens het derde bepaalt:

1001, 1111, 1221, 1331, 1441, 1551, 1661, 1771, 1881, 1991, …, 9009, 9119, 9229, 9339, 9449, 9559, 9669, 9779, 9889, 9999
- Derhalve zijn er 199 palindroomgetallen onder de 10.000 (104). Tot 105 zijn er 1099, en voor de volgende exponenten van 10n zijn er: 1999, 10999, 19999, 109999, 199999, 1099999, … [4]

### Palindroomdata
Met het  datumformaat jjjjmmdd is 2 december 2021 een palindroomdatum: 20211202; daarmee zou die dag zelf een palindroomdag genoemd kunnen worden.